# Maddie Phillips
Maddie Phillips (* 6. September 1994 in Vancouver) ist eine kanadische Filmschauspielerin.

## Leben und Wirken
Phillips wurde in Vancouver geboren, im Alter von zehn Jahren zog sie mit ihrer Familie nach Perth in Australien um. Nach ihrem Studium an der London Academy of Music and Dramatic Art ging sie zurück nach Vancouver. Ihr Schauspieldebüt feierte sie 2013 in dem kanadischen Film If I Had Wings. Nach mehreren kleineren Nebenrollen trat sie 2017 in Project Mc2 in der wiederkehrenden Rolle Devon D'Marco auf. In den Jahren 2017 und 2018 spielte sie in Ghost Wars in insgesamt fünf Folgen. 2020 spielte Phillips in der Netflix-Serie Teenage Bounty Hunters eine Hauptrolle.

## Filmografie (Auswahl)
- 2013: If I Had Wings
- 2014: Nightwing: Prodigal
- 2015: iZombie (Fernsehserie, Folge 1x07)
- 2015: Signed, Sealed, Delivered: Truth Be Told (Fernsehfilm)
- 2015, 2018: Supernatural (Fernsehserie, 2 Folgen)
- 2016: Lucifer (Fernsehserie, Folge 1x10)
- 2017: Project Mc² (Fernsehserie, 5 Folgen)
- 2017–2018: Ghost Wars (Fernsehserie, 5 Folgen)
- 2018: Loudermilk (Fernsehserie, Folge 2x01)
- 2018: Van Helsing (Fernsehserie, 2 Folgen)
- 2019: A Feeling of Home (Fernsehfilm)
- 2019: Undercover Cheerleader (Fernsehfilm)
- 2019: Garage Sale Mysteries: Searched & Seized (Fernsehfilm)
- 2019: Made for You, with Love (Fernsehfilm)
- 2019: Cinderella Story: Ein Weihnachtswunsch (A Cinderella Story: Christmas Wish)
- 2020: Teenage Bounty Hunters (Fernsehserie, 10 Folgen)
- 2020: Summerland
- 2021: Four Walls
- seit 2023: Generation V (Gen V, Fernsehserie)
- 2024: The Boys (Fernsehserie, 2 Folgen)
- 2025: Überkompensation (Overcompensating, Folge 1x01)